# Dendrocopos leucotos
Dendrocopos leucotos là một loài chim trong họ Picidae.

## Hình ảnh

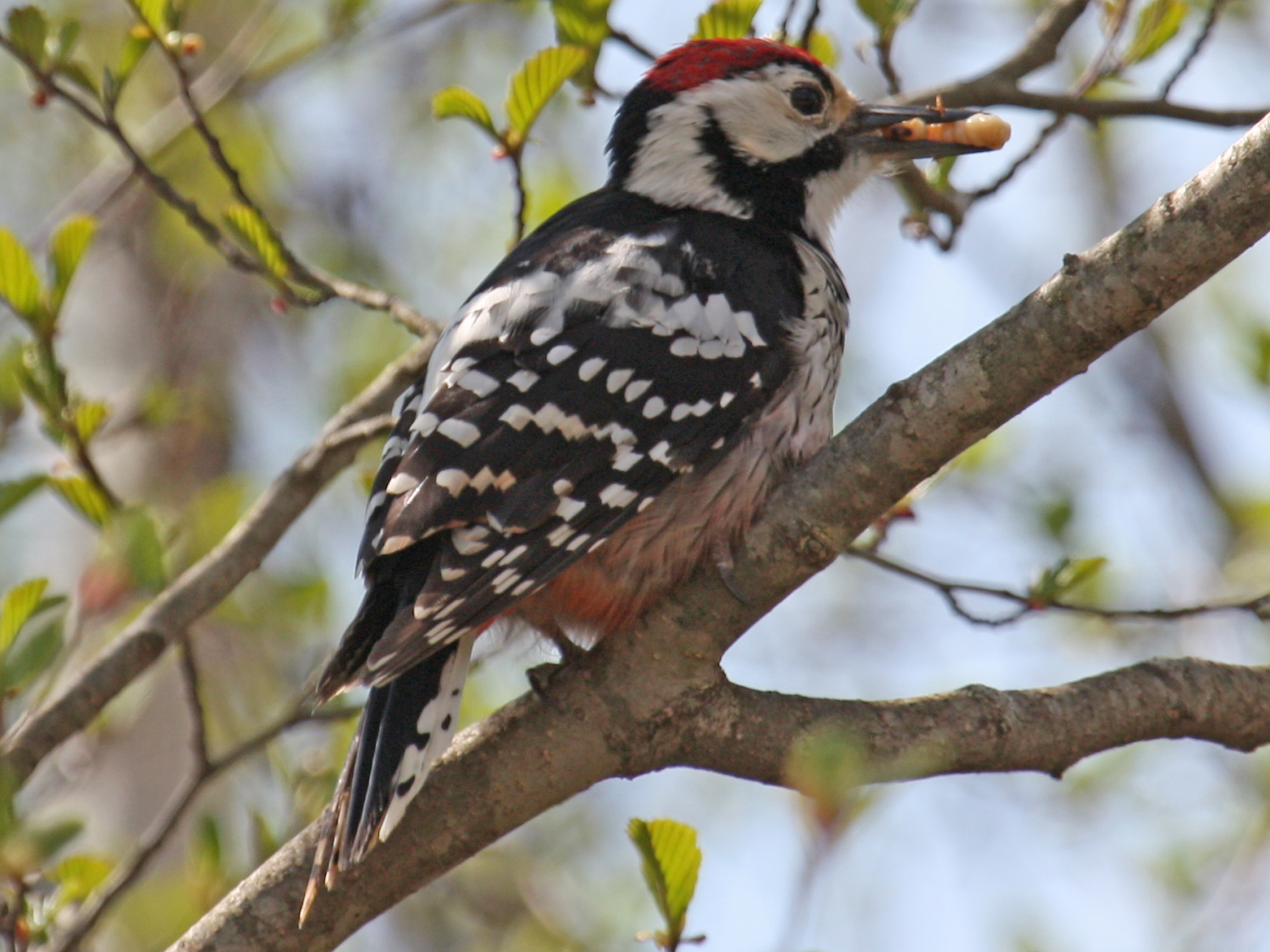
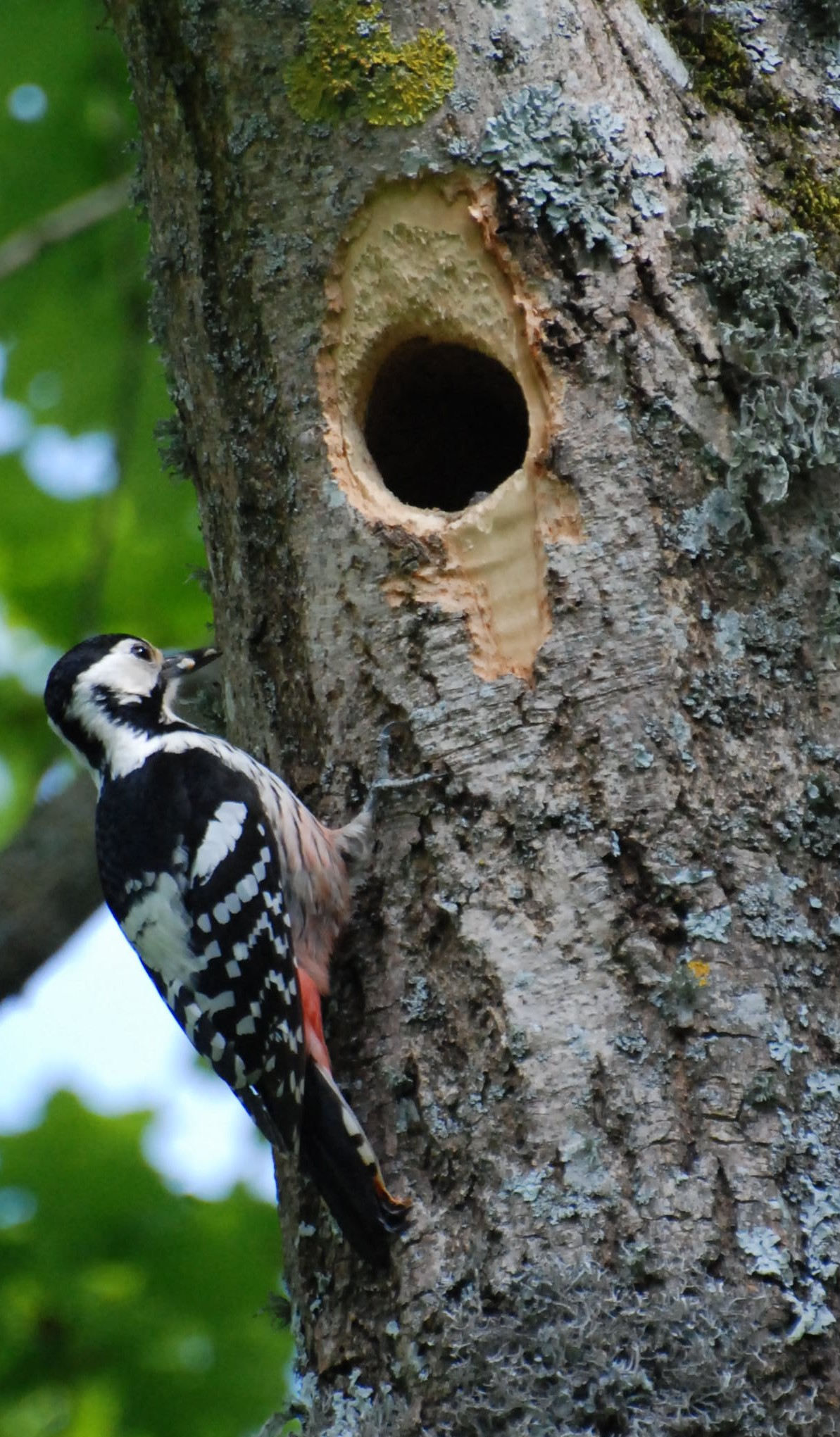
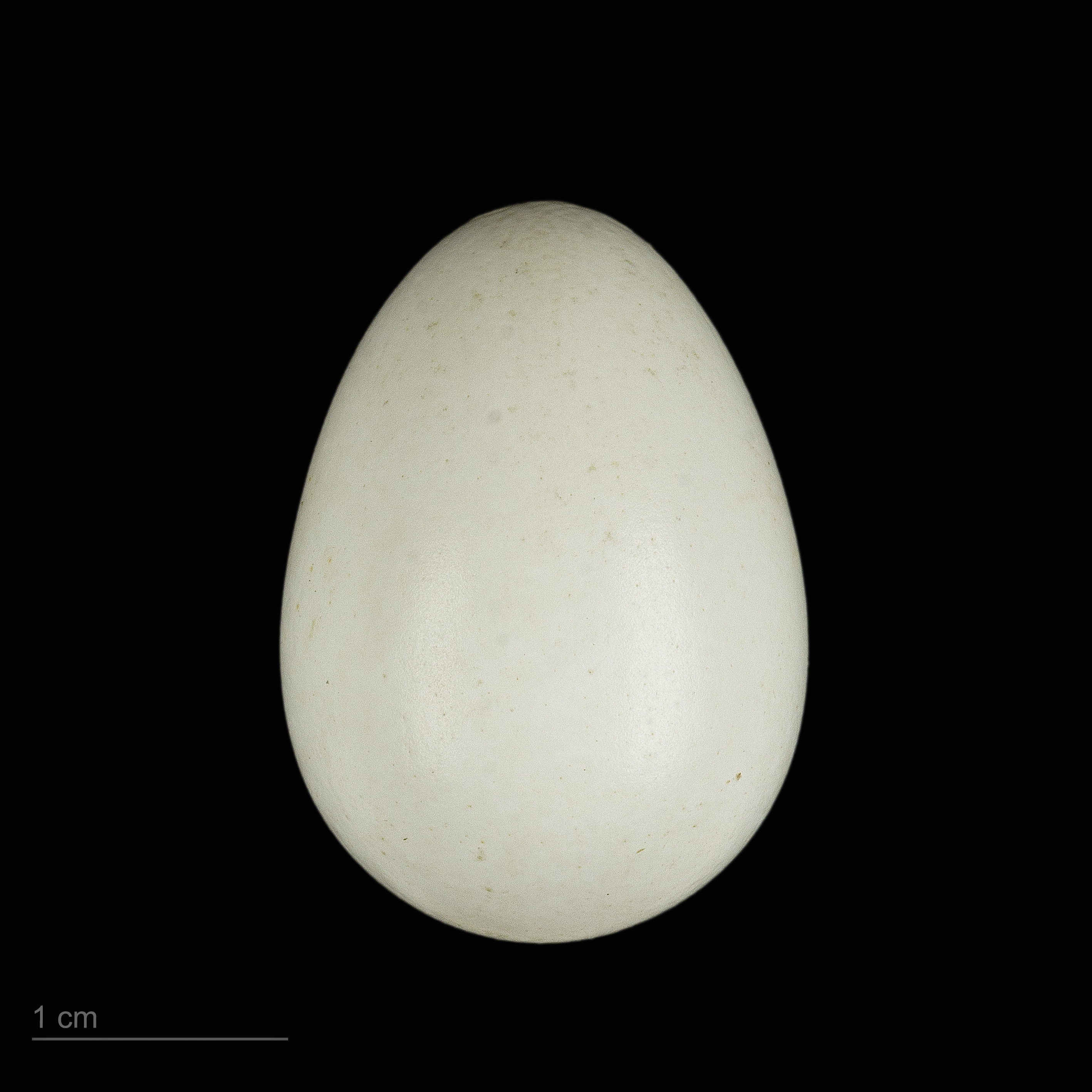
Dendrocopos leucotos leucotos